# Брезине (Фаркашеваць)
Брезине (хорв. Brezine) — населений пункт у Хорватії, у Загребській жупанії у складі громади Фаркашеваць.

## Населення
Населення за даними перепису 2011 року становило 193 осіб.
Динаміка чисельності населення поселення:

## Клімат
Середня річна температура становить 10,82 °C, середня максимальна – 25,13 °C, а середня мінімальна – -5,99 °C. Середня річна кількість опадів – 792 мм.
| Клімат поселення                              | Клімат поселення | Клімат поселення | Клімат поселення | Клімат поселення | Клімат поселення | Клімат поселення | Клімат поселення | Клімат поселення | Клімат поселення | Клімат поселення | Клімат поселення | Клімат поселення | Клімат поселення |
| Показник                                      | Січ.             | Лют.             | Бер.             | Квіт.            | Трав.            | Черв.            | Лип.             | Серп.            | Вер.             | Жовт.            | Лист.            | Груд.            |                  |
| Середній максимум, °C                         | 5,78             | 8,10             | 12,69            | 16,91            | 22,32            | 25,13            | 24,46            | 23,86            | 19,86            | 14,84            | 9,59             | 4,80             |                  |
| Середня температура, °C                       | −0,1             | 2,20             | 6,80             | 11,02            | 16,42            | 19,25            | 20,59            | 20,00            | 16,00            | 10,98            | 5,74             | 0,93             |                  |
| Середній мінімум, °C                          | −5,99            | −3,67            | 0,92             | 5,16             | 10,55            | 13,36            | 16,74            | 16,14            | 12,14            | 7,12             | 1,88             | −2,92            |                  |
| Норма опадів, мм                              | 44               | 43               | 49               | 60               | 74               | 87               | 76               | 74               | 73               | 71               | 80               | 61               |                  |
| Середньомісячна швидкість вітру, м/с          | 2.10             | 2.31             | 2.70             | 2.60             | 2.40             | 2.20             | 2.10             | 1.90             | 1.92             | 2.00             | 2.10             | 2.10             |                  |
| Середньомісячна сонячна радіація, кДж/м²·день | 4069             | 6893             | 10701            | 15164            | 19257            | 21331            | 22151            | 19498            | 14225            | 8814             | 4566             | 3322             |                  |
| --------------------------------------------- | ---------------- | ---------------- | ---------------- | ---------------- | ---------------- | ---------------- | ---------------- | ---------------- | ---------------- | ---------------- | ---------------- | ---------------- | ---------------- |
| Джерело:                                      |                  |                  |                  |                  |                  |                  |                  |                  |                  |                  |                  |                  |                  |